# Csökkentett deutériumtartalmú víz
A csökkentett deutériumtartalmú víz a közönséges vízzel kémiailag megegyező anyag, amelyben az átlagosnál kisebb a hidrogén deutérium nevű izotópjának koncentrációja.
A természetes vizek deutérium-koncentrációja összefüggésben van az egyenlítőtől való távolsággal, az óceánoktól való távolsággal és a tengerszint feletti magassággal: a víz tipikus deutériumtartalma kisebb az egyenlítőtől távolabb, a kontinensek belsejében és a nagyobb magasságokban.
A víz deutériumtartalma mesterségesen is csökkenthető. Ismételt elektrolízissel illetve desztillációval részlegesn szétválaszthatók a közönséges hidrogént tartalmazó vízmolekulák a deutériumot tartalmazóktól. Az utóbbiak alkotják a nehézvizet, a megmaradó folyadék a csökkentett deutériumtartalmú víz.

## Tulajdonságai
A deutériumszegény (szuperkönnyű), félkönnyű, normál, félnehéz és nehéz vízminták kinematikai viszkozitása, felületi feszültsége és sűrűsége 4 °C-on és 20 °C-on
| Víz fajta    | Deutériumtartalom | Viszkozitás (mm2/s) | Viszkozitás (mm2/s) | Felületi feszültség (mN/m) | Felületi feszültség (mN/m) | Sűrűség (g/cm3)   | Sűrűség (g/cm3)  |
| ------------ | ----------------- | ------------------- | ------------------- | -------------------------- | -------------------------- | ----------------- | ---------------- |
|              |                   | 4 °C                | 20 °C               | 4 °C                       | 20 °C                      | 4 °C              | 20 °C            |
| Szuperkönnyű | 2 ppm             | 1,5458 ± 0,0017     | 0,9923 ± 0,0017     | 76,27 ± 0,01               | 73,93 ± 0,01               | 1,0001 ± 0,00015  | 0,9979 ± 0,00015 |
|              | 4,2 ppm           | 1,5179 ± 0,0017     | 0,9626 ± 0,0017     | 76,39 ± 0,01               | 73,93 ± 0,01               | 0,99950 ± 0,00015 | 0,9982 ± 0,00015 |
| Félkönnyű    | 18,9 ppm          | 1,5145 ± 0,0017     | n/a                 | 77,58 ± 0,01               | n/a                        | 0,99995 ± 0,00015 | 0,9999 ± 0,00015 |
|              | 37 ppm            | 1,4863 ± 0,0017     | n/a                 | 77,58 ± 0,01               | n/a                        | 0,99980 ± 0,00015 | n/a              |
|              | 41,3 ppm          | 1,4900 ± 0,0017     | n/a                 | 77,34 ± 0,01               | n/a                        | 0,99989 ± 0,00015 | 0,9999 ± 0,00015 |
|              | 96,5 ppm          | 1,4627 ± 0,0017     | n/a                 | 77,58 ± 0,01               | n/a                        | 1,00040 ± 0,00015 | 1,0004 ± 0,00015 |
| Normál       | 144,7 ppm         | 1,5746 ± 0,0017     | 1,0075 ± 0,0017     | 75,49 ± 0,01               | 72,58 ± 0,01               | 1,00027 ± 0,00015 | 0,9975 ± 0,00015 |
|              | 145,6 ppm         | 1,5896 ± 0,0017     | 1,0057 ± 0,0017     | 74,87 ± 0,01               | 72,75 ± 0,01               | 1,00030 ± 0,00015 | 1,0001 ± 0,00015 |
| Félnehéz     | 52%               | 1,6502 ± 0,0017     | 1,0534 ± 0,0017     | 74,83 ± 0,01               | 70,39 ± 0,01               | n/a               | n/a              |
|              | 53%               | 1,6514 ± 0,0017     | 1,0862 ± 0,0017     | 74,87 ± 0,01               | 70,39 ± 0,01               | 1,05850 ± 0,00015 | 1,0532 ± 0,00015 |
| Nehéz        | 90,98%            | 1,7813 ± 0,0017     | 1,1968 ± 0,0017     | 70,08 ± 0,01               | 67,08 ± 0,01               | 1,1052 ± 0,00015  | 1,1052 ± 0,00015 |
|              | 99,96%            | 1,7500 ± 0,0017     | 1,274 ± 0,0017      | 69,93 ± 0,01               | 67,80 ± 0,01               | 1,1040 ± 0,00015  | 1,1042 ± 0,00015 |

## Deutonomika
A deutonomika vagy deutenomika egy viszonylag friss, alapvetően a 20. század elejére visszanyúló tudományterület, mely elsősorban a deutérium élő, emberi szervezetekre gyakorolt hatását kutatja, mindazonáltal az OOI és az OGYI állásfoglalása szerint elméletének helyességét hitelt érdemlően nem bizonyították, így a deutériumcsökkentő kúrának gyógyhatása bizonyítottan nincs. Magyarországi ismertsége elsősorban két kutató nevéhez kötődik, Somlyai Gábor biológuséhoz, aki egy csökkentett deutériumtartalmú vizet forgalmazó cég vezetője, illetve Boros G. László orvoséhoz, aki korábban a Kaliforniai Egyetem adjunktusa (assistant professor) volt.
A csökkentett deutériumtartalmú víz kereskedelmi forgalomban is kapható. Az anyag a magyarországi jog szerint gyógyszernek nem minősülő termék, amelynek – a forgalmazók tájékoztatása szerint – gyógyhatás nem tulajdonítható, de amelyet ennek ellenére a reklámok szerteágazó pozitív hatásokkal (a sportteljesítmény fokozása, az öregedés gátlása, a rák és a cukorbetegség kezelése, a növények termőképességének illetve a csirkék tojáshozamának radikális növelése) hoznak összefüggésbe.

### Alapkoncepciói röviden
A kutatók úgy vélik, a nehézhidrogén káros folyamatok indukálója lehet, atomtömege és mérete miatt is. Ugyanis a megnövekedett deutériumszint okolható a tumoros betegségek számának növekedéséért, mely deutériumcsökkentett életmóddal kiküszöbölhető, illetve előrehaladott állapotban a beteg túlélési ideje meghosszabbítható, akár jelentősen is. A deutériumbevitel fő felelőse az élelmiszeripar, ugyanis az utóbbi évtizedekben megnövekedett a deutériumtartalma az élelmiszereknek.
Jobban kifejtve, a negatív tulajdonságait a nehézvíznek már egy 1938-as tanulmány is kimutatta, elsősorban a hormonháztartásra vonatkozóan, illetve azt is megtudhattuk, emlősöknél még nem, de kétéltűeknél befolyásolja, gátolja a (tojás)fejlődést.
Egy erről szóló cikk fordítása, mely a források között elérhető: "A hidrogén ritka stabil izotópja, a deutérium az 1930-as években történt felfedezése óta lenyűgözi a kutatókat. A deutérium-oxid, közismertebb nevén nehézvíz ezt követő nagyüzemi előállítása a további kutatások kiindulópontja lett. A deutérium egyedülálló fizikai-kémiai tulajdonságokkal, valamint az összes többi elem közül a legerősebb kinetikus izotóphatásokkal rendelkezik. Ezenkívül számos morfológiai és fiziológiai változást figyeltek meg a deutériummal kezelt sejtekben és szervezetekben, beleértve az olyan alapvető folyamatokat, mint a sejtosztódás vagy az energiaanyagcsere. Annak ellenére, hogy még mindig nem ismerjük eléggé az ilyen változásokat, nyilvánvaló, hogy néhányuk megnehezíti a deutériummal dúsított környezetben való növekedést. Úgy tűnik, hogy vannak bizonyos fajspecifikus limitek a nehézvízzel szembeni toleranciában, ugyanis egyes szervezetek nem tudnak nehézvízben növekedni, míg másoknak ez nem esik nehezükre. Jóllehet a deutérium élő szervezetekre gyakorolt hatása általában negatív, nagy biotechnológiai potenciállal rendelkezik, mint például ezen stabil izotóppal jelölt vegyületek vagy deuterált (melyekbe deutériumot "építenek" be) gyógyszerek esetében."

### Ellenvetések
Egyesek nem értenek egyet koncepciójával, példának hozva a túlárazott, deutériumcsökkentett termékeket, megemlítve, hogy egy üveg ilyen víz ára akár a 7 000 forintotlásd is elérheti, illetve a tulajdonosi céghálóban gyakran felbukkan a terület kutatóinak neve.
Az Index cikkéből idézve: Győrffy szerint van néhány olyan jel, amire érdemes odafigyelni, mielőtt egy beteg vagy a családja pénzt költ gyógyulást vagy nagy mértékű segítséget ígérő, de nem gyógyszerként regisztrált szerekre. Érdemes például annak utánanézni, hogy a szakma úgy általában támogatja-e a szer használatát.
A Preventa nevű, csökkentett deutériumtartalmú víz például ilyen szer, ezzel kapcsolatban kértünk hivatalos állásfoglalást az Országos Onkológiai Intézettől (OOI), illetve az Országos Gyógyszerészeti Intézettől (OGYI) is. Az OOI nevében dr. Polgár Csaba, főigazgató-helyettes válaszolt: „Intézetünk csak tudományos bizonyítékon alapuló kezeléseket ajánl a daganatos betegek gyógyítására. A deutériummentes víz fogyasztása nem minősül tudományos bizonyítékon alapuló kezelésnek. Mindezek alapján nem ajánljuk betegeinknek. Mivel azonban nem toxikus táplálékkiegészítőről van szó, így annak fogyasztását nem is tiltjuk betegeinknek." Magyarul mivel nem mérgező, nem tiltják, de mivel nem hat, nem ajánlják. Dr. Somlyai Gábor, a deutériummegvonás elméletének kidolgozója és a Preventát gyártó, illetve forgalmazó HYD Kft. alapítója szerint az orvosokat és az intézeteket a törvényi előírás miatt nem is mondhatnak mást, tőle az onkológusok általában azt szokták kérdezni, hogy mikor visz nekik vizet, hogy tovább tesztelhessék.
Az OGYI az Onkológiai Intézethez hasonlóan egyszerűen fogalmaz: a Preventa termékcsalád nem gyógyszer, gyógyhatásra való hivatkozással reklámozni, hirdetni tilos. Nagyjából erre jutott a Gazdasági Versenyhivatal (GVH) is még korábban, amikor egy döntésében nemcsak megbüntette a HYd Kft.-t, de azt is megtiltotta, hogy a továbbiakban azt sugallják, hogy a víz hat a rák ellen."